# 窪川鶴次郎
窪川 鶴次郎（くぼかわ つるじろう、1903年2月25日 - 1974年6月15日）は、日本の文芸評論家。

## 経歴

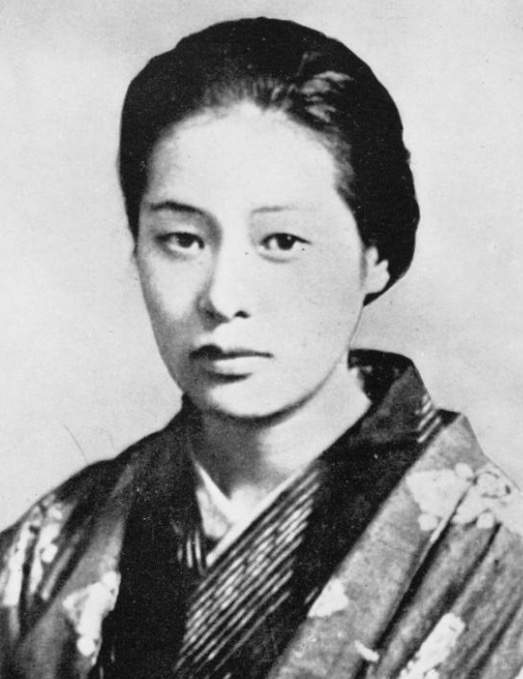
1927年に佐多稲子と結婚した。

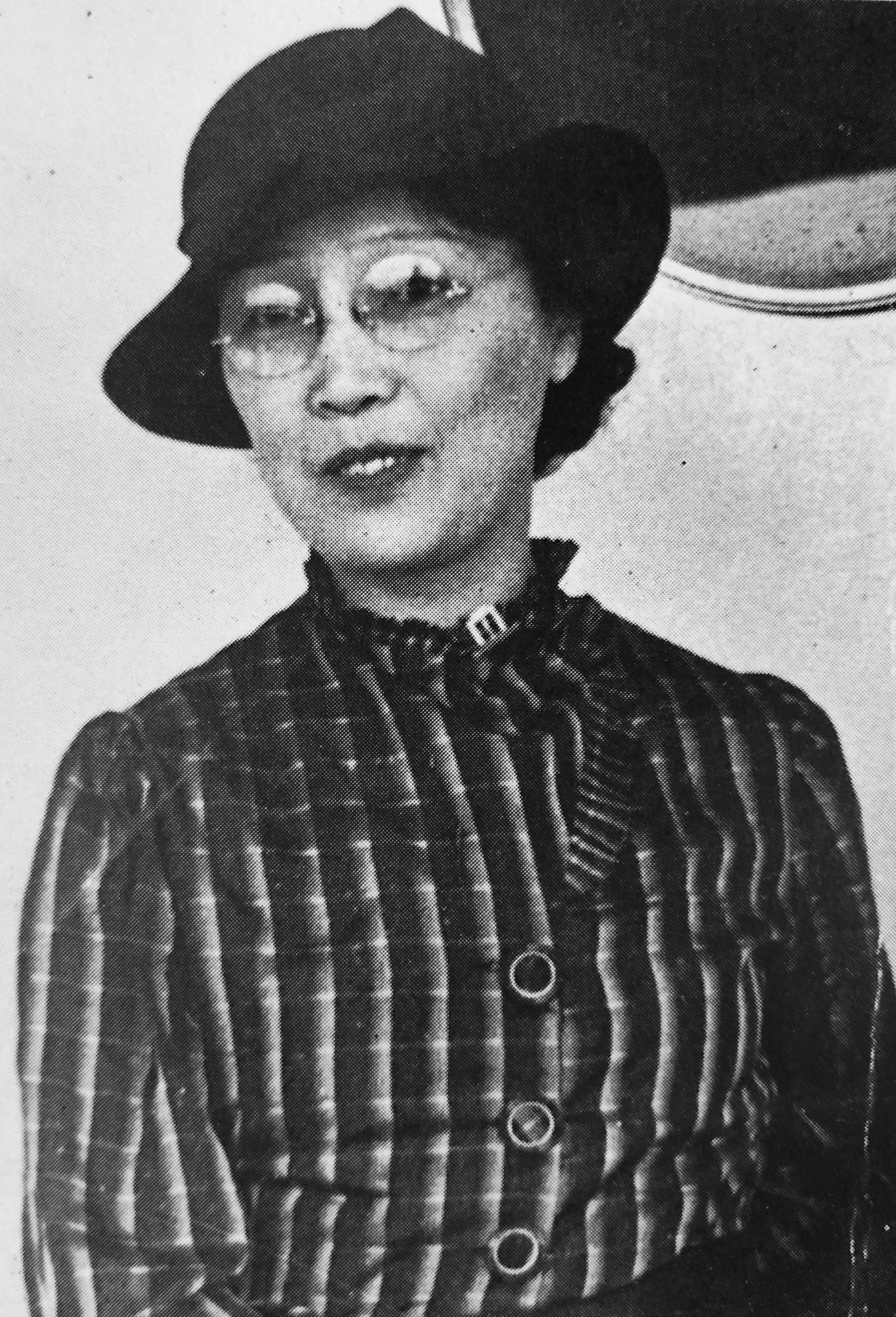
1938年に田村俊子との情事が発覚した。

静岡県菊川市出身。掛川中学校（現在の静岡県立掛川西高等学校）から金沢の第四高等学校に進学し、中野重治と知り合う。そのために、理系ではあったが文学に熱中するようになる。文学への欲求のために高校を中退して上京し、貯金局に勤務する。大学進学のために上京した中野と再び文学活動をはじめ、堀辰雄たちも含めて同人誌『驢馬』のメンバーとなる。
そのころ知り合った佐多稲子と1927年に結婚。稲子は彼や中野のすすめで小説「キャラメル工場から」を発表し、小説家窪川稲子としてプロレタリア文学の新進作家として登場するが、鶴次郎はなかなか日の目を見なかった。ただし、1930年11月号の『ナップ』に掲載された詩「里子にやられたおけい」は、作曲されて広く歌われるようになった。
評論家として窪川が認められたのは、1931年頃からのことである。1932年1月には共産党に入党し、そのために3月24日に検挙され、5月4日に起訴された。翌1933年、獄中で結核が再発し、政治活動をしないという条件で11月に保釈となった。その後、1934年に作家同盟が解散してからは総合雑誌や文芸雑誌にも活躍の場を広げた。このころの主要な著作として1939年に中央公論社から出版された『現代文学論』などがある。これらの評論集で、鶴次郎は、戦争へと傾斜する文学に警鐘を鳴らし、現実社会を描く文学のありかたを追究した。
しかし1938年には、19歳年上の田村俊子との情事が発覚、夫婦仲が悪化し、1945年二人は離婚、稲子は筆名を佐多稲子と改める。そして、ふたりの関係に取材した小説をいくつか書いた（『くれない』など）。
戦後は新日本文学会の結成に参加し、民主主義文学の立場から批評活動を続ける。1950年代にはいると、日本大学での講義に力を入れるようになり、評論活動はほとんどおこなわなくなったが、石川啄木研究を中心とする短歌論にも多く手をかけ、晩年は啄木研究者としてのイメージが強い。
息子は映画監督の窪川健造、娘は戦後を代表する振付家の一人の佐多達枝である。
戦時中は1941年12月23日の『朝日新聞』「戦時提言欄」に「文学者として何を為すべきかに、迷うことは少しもない。日本にとって前古未曾有のこの大東亜戦争に直面して、国民の一人として必死の覚悟があるならば文学の仕事に携っている限りは、私たちの責務は、あくまで文学にたいする真の自覚より他にないであろう。かくて日本文化の法燈はいよいよ輝くであろう」という文章を掲載し、大日本言論報国会のメンバーであった。このことに対しては『文学者の戦争責任』（吉本隆明、武井昭夫共著、淡路書房、1956年）で批判もされた。暴露本『進歩的文化人　学者先生戦前戦後言質集』（全貌社、1957年）には窪川について、「皇国文学の御用理論家」という副題が付けられた。

## 著書
- 現代文学論 中央公論社 1939
- 文学の思考 河出書房 1940
- 文学の扉 高山書院 1941
- 文学と教養 昭森社 1942
- 現代文学思潮 三笠書房 1942
- 再説現代文学論 昭森社 1944
- 現代文学研究 九州評論社 1947
- 人間中心の文学思想 解放社 1947
- 文学・思想・生活 新星社 1948
- 現代文学の探求 解放社 1949
- 短歌論 短歌革命の展望 新日本文学会 1950
- 石川啄木 1954 (要選書)
- 近代短歌史展望 和光社 1954
- 文学・教養・人生 葦出版社 1955 (かわず文庫)
- 日本のプロレタリア文学 史的展望と再検討のために 平野謙、小田切秀雄共編 青木書店 1956
- 日本近代文芸思潮論 1956 (青木文庫)
- 東京の散歩道 明治・大正のおもかげ 社会思想社 1964 (現代教養文庫)。講談社文芸文庫 2018.8
- 昭和十年代文学の立場 窪川鶴次郎一巻本選集 河出書房新社 1973
- 新浅草物語 造形社 1977.7